# Liste von Literaturhistorikern
Liste bedeutender Literaturhistoriker

## A
- Erwin Ackerknecht (1880–1960)
- Richard Alewyn (1902–1979)

## B
- Wilhelm Bacher (1850–1913)
- Adolf Bartels (1862–1945)
- Karl Barthel (1817–1853)
- Michael Bernays (1834–1897)
- Hans-Joachim Bernhard (1929–2008)
- Ernst Bertram (1884–1957)
- Ernst Beutler (1885–1960)
- Konrad Beyer (1834–1906)
- Hugo Bieber (1883–1950)
- Alfred Biese (1856–1930)
- Joachim Georg Boeckh (1899–1968)
- Ewald A. Boucke (1871–1943)
- Fritz Brüggemann (1876–1945)
- Paul Jakob Bruns (1743–1814)
- Konrad Burdach (1859–1936)

## C
- Giosuè Carducci (1835–1907)
- Eduard Castle (1875–1959)
- Eugen Cizek (1932–2008)
- Karl Otto Conrady (1926–2020)
- Benedetto Croce (1866–1952)
- Herbert Cysarz (1896–1985)

## D
- Theodor Wilhelm Danzel (1818–1850)
- Peter Demetz (1922–2024)
- Gerhard Dünnhaupt (1927–2024)

## E
- Karl Eitner (1805–1884)
- Arthur Eloesser (1870–1938)
- Eduard Engel (1851–1938)
- Johann Joachim Eschenburg (1743–1820)
- Josef Ettlinger (1869–1912)

## F
- Horst Fassel (1942–2017)
- Franz Ficker (1782–1849)
- Oswald Floeck

## G
- Robert Geerds (1859–1914)
- Hans Jürgen Geerdts (1922–1989)
- Ludwig Geiger (1848–1919)
- Karl Glossy (1848–1937)
- Georg Gottfried Gervinus (1805–1871)
- Karl Goedeke (1814–1887)
- Wolfgang Golther (1863–1945)
- Johann Gottfried Gruber (1774–1851)
- Rudolf Gottschall (1823–1909)
- Dan Grigorescu (1931–2008)
- Otto Friedrich Gruppe (1804–1876)
- Gottschalk Eduard Guhrauer (1809–1854)
- Friedrich Gundolf (1880–1931)

## H
- Paul Hankamer (1891–1945)
- Otto Hauser (1876–1944)
- Rudolf Haym (1821–1901)
- Karl Heinemann (1857–1927)
- Hans Henning (1874–?)
- Karl Herzog
- Hermann Hettner (1821–1882)
- Joseph Hillebrand (1788–1871)
- Franz Hirsch
- Franz Horn (1781–1837)
- Victor Aimé Huber (1800–1869)

## J
- Günter Jäckel (1926–2011)
- Walter Jens (1923–2013)
- Karl Heinrich Jördens (1757–1835)

## K
- Karl August Timotheus Kahlert (1807–1864)
- Gustav Karpeles (1848–1909)
- Karl Kurt Klein (1897–1971)
- Victor Klemperer (1881–1960)
- August Koberstein (1797–1870)
- Erduin Julius Koch (1764–1834)
- Franz Koch (1888–1969)
- Max Kommerell (1902–1944)
- Robert Koenig (1828–1900)
- Hermann August Korff (1882–1963)
- Josef Körner (1888–1950)
- Herman Anders Krüger (1871–1945)
- Wilhelm Kühlmann (* 1946)
- Volker Kühn (1933–2015)
- Friedrich Kummer (1865–1939)
- Hermann Kunisch (1901–1991)
- Johann Gottlieb Kunisch (1789–?)
- Heinrich Kurz (1805–1873)

## L
- Theodor Langenmaier (1888–1964)
- Norbert Langer (1899–1975)
- Karl Ludwig Leimbach (1844–1905)
- Otto von Leixner (1847–1907)
- Berthold Litzmann (1857–1926)
- Johann Wilhelm Löbell (1786–1863)
- Heinrich Lohre (1876–1932)
- Ferdinand Lotheissen (1833–1887)
- Arthur Luther (1876–1955)

## M
- Otto Mann (1898–1985)
- Fritz Martini (1909–1991)
- Hans Mayer (1907–2001)
- Johannes Gottfried Mayer (1953–2019)
- Heinrich Meisner (1849–1929)
- Wolfgang Menzel (1798–1873)
- Paul Merker (1881–1945)
- Herman Meyer (1911–1993)
- Richard Moritz Meyer (1860–1914)
- Fritz Mierau (1934–2018)
- Jakob Minor (1855–1912)
- Ladislao Mittner (1902–1975)
- Daniel Georg Morhof (1639–1691)
- Johann Kaspar Mörikofer (1799–1877)
- Günther Müller (1890–1957)
- Franz Muncker (1855–1926)

## N
- Josef Nadler (1884–1963)
- Helmuth Nürnberger (1930–2017)

## O
- Waldemar Oehlke (1879–1949)

## P
- Julius Petersen (1878–1941)
- Friedrich August Pischon (1785–1857)
- Friedrich Pock (1891–1945)
- Simon Prem (1853–1920)
- Robert Eduard Prutz (1816–1872)
- Martin C. Putna

## R
- Paul Raabe (1927–2013)
- Moriz Rapp (1803–1883)
- Sigismund Rahmer (1863–1912)
- Johann Friedrich von Recke (1764–1846)
- Walther Rehm (1901–1963)
- Hans Rupprich (1898–1972)

## S
- Ludwig Salomon (1844–1911)
- Anselm Salzer (1856–1938)
- August Sauer (1855–1926)
- Johann Wilhelm Schaefer (1809–1880)
- Anton Scherer (1922–2015)
- Friedrich Schlegel (1772–1829)
- August Wilhelm Schlegel (1767–1845)
- Wilhelm Scherer (1841–1886)
- Johannes Scherr (1817–1886)
- Birgit Schmidt (* 1960)
- Erich Schmidt (1853–1913)
- Julian Schmidt (1818–1886)
- Hermann Schneider (1886–1961)
- Reinhold Steig (1857–1918)
- Gerhard Steiner (1905–1995)
- Adolf Stern (1835–1907)
- Albert Soergel (1880–1958)
- Fritz Strich (1882–1963)
- Käthe Stricker (1878–1979)

## U
- Johannes Urzidil (1896–1970)

## V
- August Friedrich Christian Vilmar (1800–1868)

## W
- Ludwig Wachler (1767–1838)
- Philipp Wackernagel (1800–1877)
- Ian Watt (1917–1999)
- Carl Weitbrecht (1847–1904)
- Hans-Georg Werner (1931–1996)
- Julius Wiegand (1880–1956)
- Paul Wiegler (1878–1949)
- Georg Witkowski (1863–1939)
- Eugen Wolff (1863–1929)

## Z
- Viktor Žmegač (1929–2022)